# Tiki Gelana
Tiki Gelana (ur. 22 października 1987) – etiopska lekkoatletka specjalizująca się w biegach długodystansowych.
W 2012 została mistrzynią olimpijską w biegu maratońskim. Nie ukończyła maratonu podczas mistrzostw świata w Moskwie (2013).

## Rekordy życiowe
- Półmaraton – 1:07:48 (2012)
- Bieg maratoński – 2:18:58 (2012) rekord Etiopii